# 奈古屋蔵人
奈古屋 蔵人（なごや くらんど）は、江戸時代中期の徳山藩家老。諱は豊敬。

## 生涯
宝暦8年（1758年）、16歳で父・奈古屋豊兼の跡を継ぎ馬廻組頭となる。以後30余年にわたり、徳山藩主毛利広寛・就馴の2代に仕え、藩政を輔弼した。その間、執政となること2度、参政と馬廻組頭を兼ねて東覲に従うこと6度、江戸藩邸に勤めること8度、長州藩にもたびたび出向くなど、藩の発展に尽くす。
学問を好み、詩文や書画にも巧みであった蔵人は、天明5年（1785年）5月9日には藩主・就馴の命を受けて藩校・鳴鳳館を創設し、藩学振興の基盤を確立した。「鳴鳳館」の名は、蔵人と親交のあった儒学者の亀井南冥に依頼し、「詩経」の大雅の巻・阿の章から「鳴鳳」の2字を取って命名された。
寛政5年（1793年）9月17日に死去した。享年51。蔵人の死後まもなく藩主に就いた毛利広鎮はその功を追慕し、文化4年（1807年）に自ら墓碑銘を選んで、役藍泉（島田藍泉）に碑文を作らせ、八正寺（山口県周南市）に追慕の碑を建立した。なお、現在この碑は大迫田に移設されており、墓は八正寺にある。
追慕の碑の碑文を作った役藍泉は、蔵人を「賢良にして精密、その職掌のみならず諸吏のなすところ亦皆精通し、挙措の苟且に渉るものなし。体頗る多病なるも沈毅事に当たって屈撓せず、大節に臨みて奪うべからざる人」と讃えている。